# Empenthrin

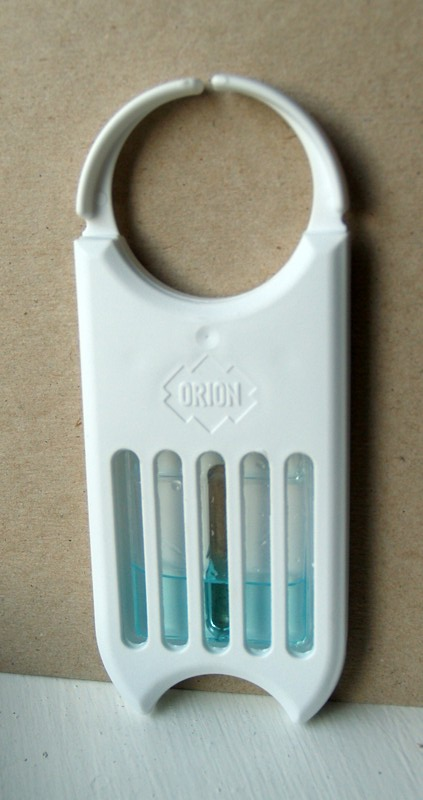
Přípravek s empenthrinem proti šatním molům

Empenthrin (též nazývaný vaporthrin) je syntetický pyrethroid používaný v insekticidech. Je účinný proti široké škále létajícího hmyzu, včetně molů a dalšího hmyzu poškozujícího textil. Má nízkou akutní toxicitu pro savce (orální LD50 je nad 5 000 mg/kg pro potkany samce, nad 3500 mg/kg pro samice a více než 3 500 mg/kg pro myši). Pro ryby a další vodní živočichy je vysoce toxický (96hodinová LC50 pro pstruha duhového je 1,7 μg·l−1, 48hodinová EC50 pro hrotnatku 20 μg·l−1).